# Ziegenfisch

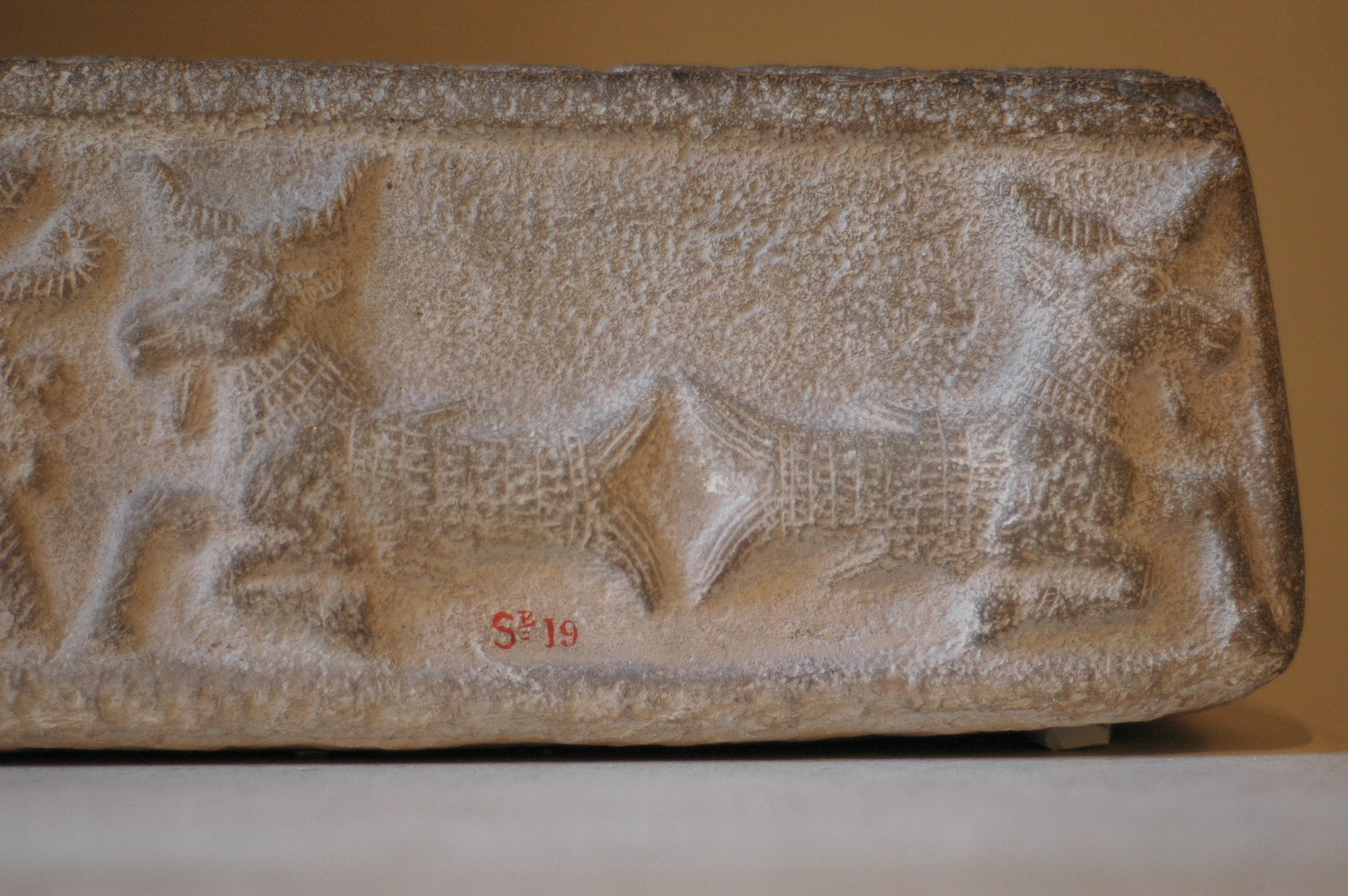
Ziegenfische auf einem Wasserbecken aus Susa (Louvre)

Der Ziegenfisch (akkadisch: suḫurmāšu, wörtlich: „Karpfenziege“) ist ein Mischwesen der mesopotamischen Mythologie. In Darstellungen ist er mit dem Vorderkörper einer (meist liegenden) Ziege und einem Fischschwanz dargestellt. Der Ziegenfisch ist das Begleittier des Gottes Enki/Ea und wird oft als Attribut des Gottes dargestellt. Auf Kudurrus kennzeichnet er die auf einem Symbolsockel gezeigten Symbole des Gottes (Widderstab, Schildkröte). Wie Enki ist der Ziegenfisch mit dem Süßwasserozean Abzu verbunden und findet sich deswegen auch auf Wasserbecken dargestellt.
In Mesopotamien wurde ein Sternbild der Eklipse als Ziegenfisch bezeichnet. In römischer Zeit wurde daraus der Steinbock, der deswegen auch heute noch gelegentlich mit dem Namen Ziegenfisch bezeichnet wird.